# Ohmerath
Ohmerath ist ein Ortsteil der Gemeinde Neunkirchen-Seelscheid im Rhein-Sieg-Kreis.

## Lage
Ohmerath liegt im Dreisbachtal im Bergischen Land. Nachbarorte sind Kaule im Westen, Niederhorbach im Nordosten und Ingersau im Süden.

## Geschichte

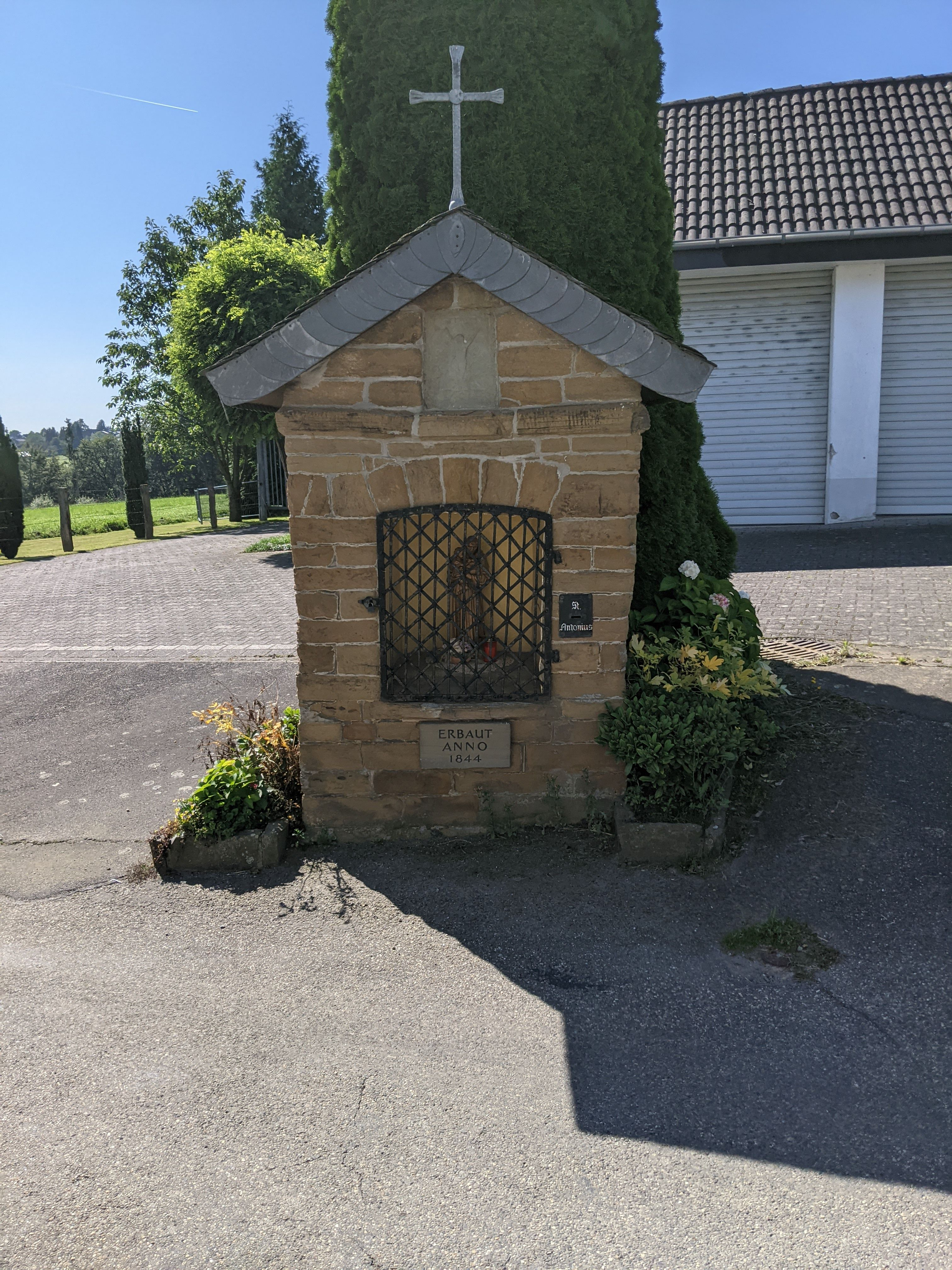
Heiligenhäuschen Antonius von Ohmerath

Das Dorf gehörte bis 1969 zur Gemeinde Neunkirchen.
1830 hatte der Ohmeroderhof neun Einwohner. 1845 hatte der Hof Ohmrath neun katholische Einwohner in einem Wohnhaus. 1888 gab es 13 Bewohner in zwei Häusern.
1910 wohnten in Ohmerath die Ackerin Witwe Peter Herchenbach und der Ackerer Karl Rosauer.